# Albert Lang (Theologe)
Albert Lang (* 5. Oktober 1890 in Falkenberg (Oberpfalz); † 23. Juli 1973 in Bonn) war ein deutscher römisch-katholischer Theologe und Geistlicher.

## Leben
Albert Lang widmete sich nach dem Abitur in Straubing ab 1910 den Studien der Philosophie und Theologie an den Universitäten Regensburg und Innsbruck. Während des Ersten Weltkriegs unterbrach er seine Studien, um als Offizier im I. Armee-Korps des Deutschen Kaiserreichs zu dienen.  
Albert Lang empfing am 29. Juni 1919 in Regensburg die Priesterweihe, anschließend war er als Kaplan in Arzberg eingesetzt, bis er zwecks Weiterstudium beurlaubt wurde. 1924 promovierte Lang zum Dr. theol. an der Ludwig-Maximilians-Universität München. Dort habilitierte Lang sich 1928, ehe er im Januar 1929 die Vertretung des Lehrstuhls für Dogmatik und Apologetik an der Philosophisch-theologischen Hochschule Regensburg übernahm. Er unterzeichnete am 11. November 1933 das Bekenntnis der Professoren an den deutschen Universitäten und Hochschulen zu Adolf Hitler und dem nationalsozialistischen Staat. Am 1. Mai 1935 wurde Lang zum außerordentlichen Professor in Regensburg ernannt. Zum 1. September 1935 folgte er einem Ruf auf den Lehrstuhl für Fundamentaltheologie an die Ludwig-Maximilians-Universität München.
Nach Schließung der dortigen Fakultät wurde Albert Lang am 31. Mai 1939 an die Katholisch-Theologische Fakultät der Rheinischen Friedrich-Wilhelms-Universität Bonn versetzt, an der ihm in der Nachfolge des verstorbenen Arnold Rademacher der Lehrstuhl für Fundamentaltheologie übertragen wurde, den er bis zu seiner Emeritierung 1959 innehatte. Ihm folgte Joseph Ratzinger nach.
Albert Lang befasste sich wissenschaftlich insbesondere mit der Scholastik.
Er war Mitglied der katholischen Studentenverbindungen KStV Rhenania Erlangen, KStV Agilolfia Regensburg und KStV Albertia München.

## Ehrungen
Am 17. April 1953 wurde Albert Lang zum Päpstlichen Hausprälaten ernannt.

## Schriften
- Die Loci theologici des Melchior Cano und die Methode des dogmatischen Beweises. Ein Beitrag zur theologischen Methodologie und ihrer Geschichte. Kösel und Pustet, München 1925.
- Die Wege der Glaubensbegründung bei den Scholastikern des 14. Jahrhunderts. Aschendorff Verlag, Münster (Westfalen) 1930.
- Heinrich Totting von Oyta. Ein Beitrag zur Entstehungsgeschichte der ersten deutschen Universitäten und zur Problemgeschichte der Spätscholastik. Aschendorff, Münster (Westfalen) 1937.
- Umkämpftes Christentum. Hanstein, Bonn 1947.
- Wesen und Wahrheit der Religion. Einführung in die Religionsphilosophie. Hueber Verlag, München 1957.
- Die Entfaltung des apologetischen Problems in der Scholastik des Mittelalters. Herder, Freiburg im Breisgau, Basel, Wien 1962.
- Fundamental Theologie. Hueber, München, 3. Aufl. 1962.
  - Band 1: Sendung Christi
  - Band 2: Auftrag der Kirche
- Die theologische Prinzipienlehre der mittelalterlichen Scholastik. Herder, Freiburg im Breisgau 1964.